# Amanirenas
Amanirenas (também escrita Amanirena), foi a rainha candace do Reino de Cuxe do final do século I AEC até o início do século I EC. 
É conhecida principalmente por deter a expansão romana em Cuxe, no atual Sudão e fixar a fronteira romana em Maharraqa.
Seu título completo era Amnirense qore li kdwe li ("Ameniras, qore e kandake"). O meroítico, a língua nativa do reino de Cuxe, permanece indecifrado; no entanto, inscrições que dão à Rainha Amanirenas o título de "qore" e também de "candace" sugerem que ela era uma rainha governante por seu próprio direito.

## Biografia
A rainha Amanirenas é uma das rainhas meroíticas mais famosas devido ao seu papel na liderança do exército cuxita contra os romanos em uma guerra que durou três anos (25 ARC a 22 EC). Esta guerra é em parte responsável por travar a expansão de Roma para sul da África. Após uma vitória inicial contra o Egito romano, o prefeito Caio Petrônio expulsou o exército cuxita do Egito e estabeleceu uma nova fronteira romana em Hiere Sycaminos (Maharraqa), 120 quilômetros ao sul de Assuã.
O relato de Estrabão sobre a Guerra Meroítica liderada contra o Império Romano inclui uma rainha chamada candace (Κανδάκη, geralmente latinizada como Candace). Seu nome aparece em estelas ao lado das de Teritecas e Aquinidade, mas a relação precisa entre esses três não é totalmente clara no registro histórico; no entanto, os estudiosos geralmente consideram Aquinidade seu filho e Teritecas seu marido. Ela teria sido sucedida pela candace Amani-Xaquéto.

## Relato de Estrabão (17.53-54)

### Invasão cuxita do Egito

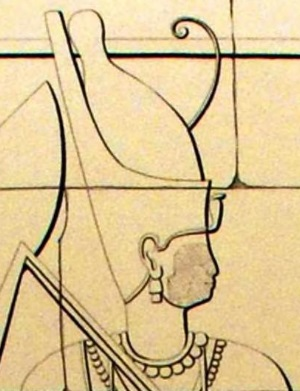
Retrato da rainha cuxita reinante enterrada na pirâmide Bar. 4, possivelmente Amanirenas

Amanirenas foi descrita por Estrabão como cega de um olho. De acordo com seu relato, as forças cuxitas lançaram um ataque contra Tebais e Siene enquanto o então prefeito Élio Galo estava fora, lutando na Arábia em 25 AEC. Eles tiveram sucesso em capturar Siene, Elefantina e Filas. Ao tomarem a cidade, escravizaram os habitantes e destruíram as estátuas de César Augusto. Embora Estrabão não mencione isso especificamente, a cabeça de uma dessas estátuas foi enterrada sob os degraus de um templo, resultando em sua preservação única. O busto permaneceu intacto ao longo dos séculos e agora está exposto no Museu Britânico.

### Campanha Núbia de Petrônio
Estrabão afirma que Caio Petrônio, o novo prefeito do Egito, marchou com “menos de dez mil de infantaria e oitocentas de cavalaria” contra trinta mil homens cuxitas em Siene. Os cuxitas lutaram com “escudos grandes e oblongos feitos de couro de boi cru” e armas simples, como machados, lanças e espadas. Por causa disso, eles foram esmagados pelo ataque de Petrônio. Estrabão descreve as forças cuxitas como “mal organizadas”.
As forças cuxitas afirmaram que a sua invasão se devia a um problema com os nomarcas, o tradicional magistrado-chefe do Egito; Estrabão não fornece informações sobre qual seria esse problema. Após a vitória de Petrônio, o exército cuxita fugiu em várias direções: alguns para as cidades, alguns para o deserto e outros para uma ilha próxima.
Estrabão atesta que “entre esses fugitivos estavam os generais da Rainha Candace”, rainha dos Etíopes. Ele a descreve como “um tipo de mulher masculina e cega de um olho”. Estrabão quase certamente está se referindo a Amanirenas, que tinha o título de kandake; “Candace” é uma latinização de seu título e não se refere a um governante separado. Depois de capturar as forças em fuga, Petrônio as enviou para Alexandria para aguardar o julgamento.
A própria Amanirenas residia em Napata com o filho. À medida que Petrônio se aproximava, tomando Pselquis e Premnis ao longo do caminho, Amanirenas despachou enviados e a mensagem de que ela devolveria os cativos levados em Siene e as estátuas de César. Seu pedido foi ignorado e a cidade foi destruída. Dos cativos sobreviventes que tomou, alguns foram vendidos e outros enviados a Augusto como prisioneiros de guerra.
Em resposta, Amanirenas liderou um segundo ataque contra as forças de Petrônio deixadas para trás em Premnis. Estrabão afirma que ela tinha “muitos milhares de homens”. Petrônio superou Amanirenas e chegou primeiro a Premnis, protegendo-o contra seu ataque. Amanirenas enviou embaixadores, que Petrônio escoltou até Augusto, que havia chegado algum tempo antes deste ataque. Augusto não impôs mais tributos e atendeu aos desejos dos embaixadores.

### Tratado de paz
Após o sucesso da campanha núbia de Petrônio, a fronteira sul do Império Romano ultrapassou o Egito até Primis (Forte Ibrim). O tratado de paz resultante viu parte da Faixa das Trinta Milhas, incluindo Primis, evacuada pelos romanos. Os meroítas estavam isentos de pagar tributo ao Império. O tratado permitiu que os romanos continuassem a ocupar Dodecasqueno (“Terras das Doze Milhas”) como zona de fronteira militar. A fronteira romana foi então transferida para perto de Hiere Sicamino (Maarraca).
Este tratado permaneceu ativo até o final do século III EC, com as relações entre os cuxitas e o Egito romano permanecendo geralmente pacíficas durante este período. O reino de Cuxe permaneceu uma potência formidável até o seu declínio durante o segundo século EC.

## Legado
Embora inicialmente obscura, Amanirenas se tornou uma figura popular devido a publicações populares recentes, como Rejected Princesses: Heroines, Hellions, and Heretics, de Jason Porath, e ao interesse acadêmico renovado na resistência ao domínio romano. A introdução de estudos pós-coloniais e o foco na identidade sob o domínio imperial dentro dos trabalhos clássicos e as publicações resultantes ampliaram a compreensão do assunto, mas as informações sobre Amanirenas permanecem limitadas devido ao meroítico ser uma língua indecifrada. O relato de Estrabão, sendo a única fonte primária traduzida para discutir detalhadamente Amanirenas, limita ainda mais a compreensão da rainha.